# اسید اتیل ایکوزاپنتانوئیک
اسید اتیل ایکوزاپنتانوئیک (به انگلیسی: Ethyl eicosapentaenoic acid) یک اسید چرب از گروه امگا 3 است. این ترکیب شیمیایی با شناسه پاب‌کم ۹۸۳۱۴۱۵ است. 